# Apamea atlantica
Apamea atlantica är en fjärilsart som beskrevs av Hans Zerny 1934. Apamea atlantica ingår i släktet Apamea och familjen nattflyn. Inga underarter finns listade i Catalogue of Life.